# Bugnein
Bugnein è un comune francese di 241 abitanti situato nel dipartimento dei Pirenei Atlantici nella regione della Nuova Aquitania.
Il territorio del comune è bagnato dalla gave d'Oloron.

## Società

### Evoluzione demografica
Abitanti censiti